# Thom Hartmann

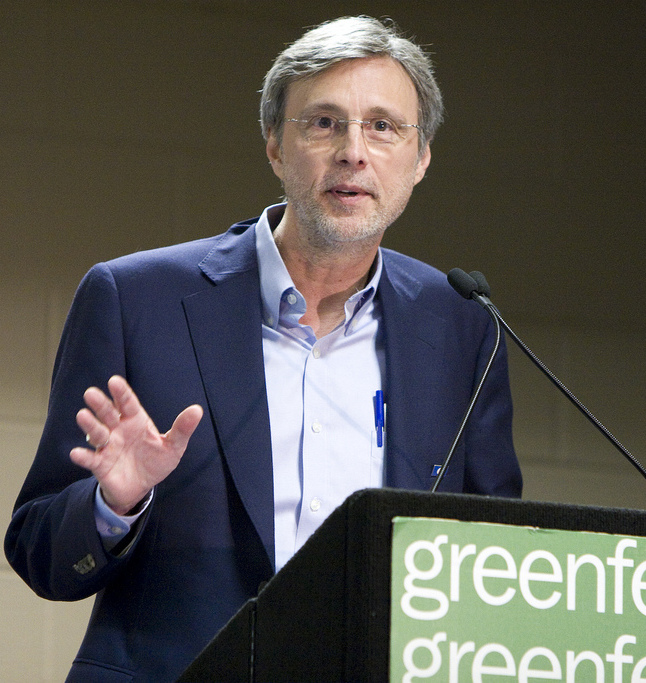
Thom Hartmann (2010)

Thomas Carl „Thom“ Hartmann (* 7. Mai 1951 in Lansing, Michigan) ist ein US-amerikanischer Journalist, Autor und Radiomoderator.

## Leben
Thom Hartmann wurde als Thomas Carl Hartmann 1951 in Lansing, Michigan als eines von vier Kindern geboren. Seine Vorfahren kamen aus Norwegen, Wales und England. Er studierte an der Michigan State University Elektrotechnik. Er ist mit Louise Hartmann verheiratet und hat drei Kinder.
Hartmann engagiert sich für die weltweit agierende deutsche gemeinnützige Organisation Salem International. 1978 gründete er gemeinsam mit seiner Frau das New England Salem Children's Village für misshandelte Kinder am Stinson Lake in Rumney, New Hampshire. 1979 gründeten sie zusammen The Hunter School, ein Internat für ADHS-Kinder in Rumney.
In den 1970er und 1990er Jahren unterrichtete er regelmäßig als NLP-Trainer in Kursen Konzentrations- und Meditationstechniken. Zu diesem Thema hat er sowohl in den USA als auch in Europa zahlreiche Vorträge gehalten.
Hartmann ist Gründer mehrerer Unternehmen und ist als Unternehmensberater für Marketing und Werbung tätig.

### Journalist und Autor
Hartmann arbeitete mehrere Jahre als Journalist und erhielt unter anderem den Jesse H. Neal Award für seine Berichterstattung.
Hartmann veröffentlichte zahlreiche Artikel und Bücher über politische und zeitgeschichtliche Themen sowie zu Gesundheitsthemen. Ferner ist er Autor mehrerer Romane.
In seinen Büchern über ADHS stellt er die Hypothese auf, dass ADHS keine Krankheit, sondern eine genetische Besonderheit ist, die bis zu den Jägern und Sammlern der Steinzeit zurückzuführen sei. Hartmann erstellte als Metapher die Hunter/Farmer-Theorie und erklärte damit, dass ADHS neben Nachteilen diverse Vorteile mit sich bringe und somit auch als Gabe angesehen werden kann. Das Ziel seiner ADHS-Bücher ist es, den Betroffenen mit ihren Angehörigen im Alltag zu helfen und ihnen eine neue Perspektive zu bieten, die Besonderheiten von ADHS zu nutzen. Sie erhielten somit eine Alternative zur bisher unbewusst bevorzugten Anpassung an die „Farmer-Welt“.
In dem Buch Ultimate Sacrifice (2006) spekulieren Lamar Waldron und Thom Hartmann darüber, ob John F. Kennedy von der Mafia umgebracht wurde.

### Radiomoderator

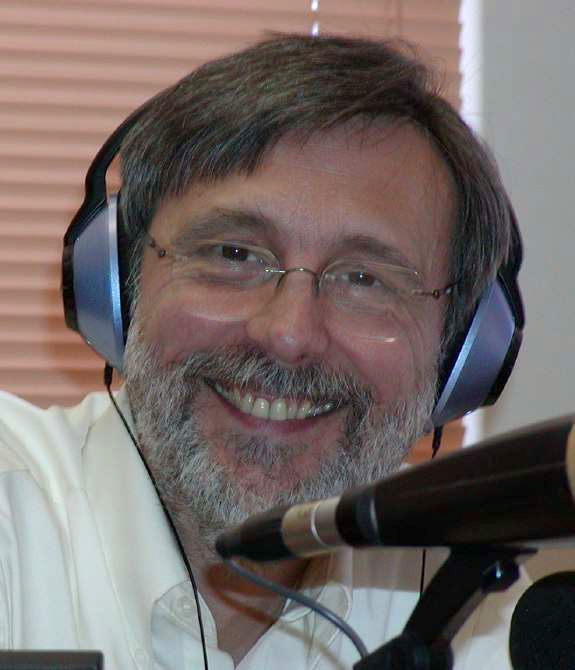
Thom Hartmann (2004)

Hartmann ist einer der führenden Moderatoren des Progressive Talk Radios mit liberal ausgerichteten Talkshows. Das Fachmagazin Talkers platziert ihn unter den zehn einflussreichsten Talkmastern in den USA.
The Thom Hartmann Program startete 2009 und wurde bis Ende 2012 vom Radionetzwerk Air America ausgestrahlt. Heute wird die Show von Westwood One US-weit verteilt und täglich US-weit von UKW- und Mittelwellenstationen gesendet. Auch das Pacifica Network überträgt die Sendung. Parallel wird sie auf Youtube und Free Speech TV gestreamt. Live wird auch in Sirius XM Satellite Radio übertragen. Zu den regelmäßigen Gästen seiner Show gehört u. a. der US-Senator Bernie Sanders. Es werden Gäste aus dem gesamten politischen Spektrum eingeladen.

## Politische Ansichten
Hartmann gilt als progressiv-liberaler Politiker, obwohl er sich selbst als Teil der radikalen Mitte bezeichnet. Zu seinen Büchern gehören Unequal Protection: The Rise of Corporate Dominance and the Theft of Human Rights, in dem er argumentiert, dass die Entscheidung des Obersten Gerichtshofs der USA aus dem Jahr 1886 in der Rechtssache Santa Clara County gegen Southern Pacific Railroad Company (118 U.S. 394) die Körperschaftseigenschaft nicht wirklich gewährte und dass diese Doktrin auf eine falsche Interpretation der Notizen eines Gerichtsschreibers des Obersten Gerichtshofs zurückgeht. Hartmann hält dies für einen klaren Widerspruch zu den Absichten der Gründerväter der Vereinigten Staaten.
Hartmann ist ein lautstarker Kritiker der Auswirkungen der neoliberalen Globalisierung auf die US-Wirtschaft. Er behauptet, dass die während und seit der Präsidentschaft von Ronald Reagan verfolgte Wirtschaftspolitik zum großen Teil dazu geführt hat, dass viele amerikanische Industrieunternehmen von multinationalen Firmen mit Sitz in Übersee aufgekauft wurden, was in vielen Fällen dazu geführt hat, dass Arbeitsplätze in der verarbeitenden Industrie – einst eine wichtige Grundlage der US-Wirtschaft – in Länder in Asien und andere Gebiete verlagert wurden, wo die Arbeitskosten niedriger sind als in den USA. Dies führte in vielen Fällen zu einer Verlagerung von Arbeitsplätzen in der verarbeitenden Industrie – die einst als wichtige Grundlage der US-Wirtschaft galt – in Länder in Asien und anderen Regionen, in denen die Arbeitskosten niedriger sind als in den USA, und zu einer gleichzeitigen Umkehrung der traditionellen Rolle der Vereinigten Staaten als führender Exporteur von Fertigwaren in die Rolle eines Hauptimporteurs von Fertigwaren (was sich in massiven Handelsdefiziten mit Ländern wie China zeigt).
Hartmann argumentiert, dass dieses Phänomen zur Aushöhlung der amerikanischen Mittelschicht führt, deren Überleben Hartmann als entscheidend für das Überleben der amerikanischen Demokratie ansieht. Dieses Argument wird in Hartmanns Buch von 2006, Screwed: The Undeclared War Against The Middle Class and What We Can Do About It. Eines der Hauptargumente der Bücher ist, dass die Deregulierung der Medien dazu führt, dass die Medienkonzerne den amerikanischen Konsens in Richtung der Akzeptanz von Privatisierung und massiven Unternehmensgewinnen verschieben, was wiederum das Schrumpfen der Mittelklasse zur Folge hat.

In einem Interview mit Politico im Jahr 2013 beschrieb Hartmann seine politische Philosophie als demokratischen Sozialismus:
Ich habe in Europa gelebt. Ich denke, dass die Länder, die sich selbst als demokratisch-sozialistisch bezeichnen – Deutschland, Frankreich, Norwegen, Schweden, Dänemark, Finnland –, das am besten funktionierende politische und wirtschaftliche System haben. Also, wenn jemand fragt, was ist Ihre politische Philosophie? Ich würde sagen: Demokratischer Sozialismus. Aber Junge, was muss man sich anhören, wenn man Sozialist sagt. Weil die Leute es nicht verstehen. Sie denken, ich spreche vom Sozialismus sowjetischer Prägung, aber das stimmt nicht.

## Publikationen
Eine Auswahl der ins Deutsche übersetzten Bücher Hartmanns:
- Eine andere Art, die Welt zu sehen. Schmidt-Römhild, Lübeck 1997, ISBN 3-7950-0735-6.
- ADHS als Chance begreifen. Schmidt-Römhild, Lübeck 2004, ISBN 3-7950-0792-5.
- ADD: Veränderungen selbst bewirken. Schmidt-Römhild, Lübeck 2000, ISBN 3-7950-0762-3.
- Unser ausgebrannter Planet. Von der Weisheit der Erde und der Torheit der Moderne. Riemann Verlag März 2000, ISBN 3-570-50011-X.
- Der Weg des Propheten. Verlag Via Nova, Petersberg 2000, ISBN 3-928632-71-X.

## Filme
- 2007: 11th Hour – 5 vor 12 – Dokumentarfilm von und mit Leonardo DiCaprio, USA, 91 Minuten (Thom Hartmann als er selbst)
- 2014: Pay 2 Play: Democracy’s High Stakes – Dokumentarfilm von und mit John Wellington Ennis, USA, 87 Minuten (Thom Hartmann als er selbst)